# Isshiki (Klan)

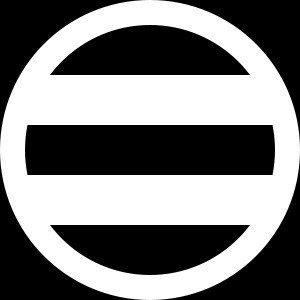
Wappen der Isshiki (Zwei Balken im Kreis)

Die Isshiki (japanisch 一色氏, Isshiki-shi) waren eine Familie des japanischen Schwertadels (Buke), die sich von den Seiwa-Genji ableitete.

## Übersicht
Während des Ashikaga-Shogunats waren die Isshiki eine der „Vier Familien“ (四職家, Shishiki-ke), aus denen die Administratoren (執事, shitsuji) der Verwaltung von Kyōto gewählt wurden.

## Genealogie (Auswahl)
- Kimifuka (公深) war der siebte Sohn von Ashikaga Yasuuji (足利 泰氏; 1216–1270). Er ließ sich gegen Ende des 13. Jahrhunderts in Isshiki (Provinz Mino) nieder und übernahm den Ortsnamen für seine Familie.
- Akinori (詮範; gestorben 1406) schlug 1361 Yamana Ujikiyo (山名 氏清; 1344–1392) und erhielt das Lehen Imatomi (今富) in der Provinz Wakasa.
- Yoshitsura (義貫; gestorben 1440), ein Enkel Akinoris und Sohn von Mitsunori (gestorben 1414) teilte sich den Familienbesitz 1411 mit seinem Bruder: dieser bekam die Provinz Tango, Yoshitsura behielt Wakasa. Damit war die Familie in zwei Zweige geteilt. 1440 erhob Yoshitsura sich gegen Shōgun Ashikaga Yoshinori, wurde jedoch geschlagen und von Takeda Nobukata (武田 信賢; 1420–1471) getötet.
- Yoshinao (義直; gestorben 1483), ein Sohn Yoshitsuras, schloss sich während der Ōnin-Wirren Yamana Sōzen (山名 宗全; 1404–1473) an, wurde aber 1467 von Hosokawa Katsumoto geschlagen.
- Yoshiharu (義春), ein Sohn Yoshinaos, begleitete Ashikaga Yoshimi[A 2] auf seiner Flucht in die Provinz Ōmi und blieb dort, bis Ashikaga Yoshitane zu Shōgun ernannt wurde.

Die Isshiki verloren ihren Besitz und damit ihren Status während des Bürgerkriegs im 16. Jahrhundert.